# Văleanca-Vilănești
Văleanca-Vilănești – wieś w Rumunii, w okręgu Buzău, w gminie Breaza. W 2011 roku liczyła 385 mieszkańców.